# Berolle
Berolle es una comuna suiza del cantón de Vaud, situada en el distrito de Morges. Su población es de 307 habitantes (2018).
Hasta el 31 de diciembre de 2007 la comuna formó parte del distrito de Aubonne, círculo de Ballens.

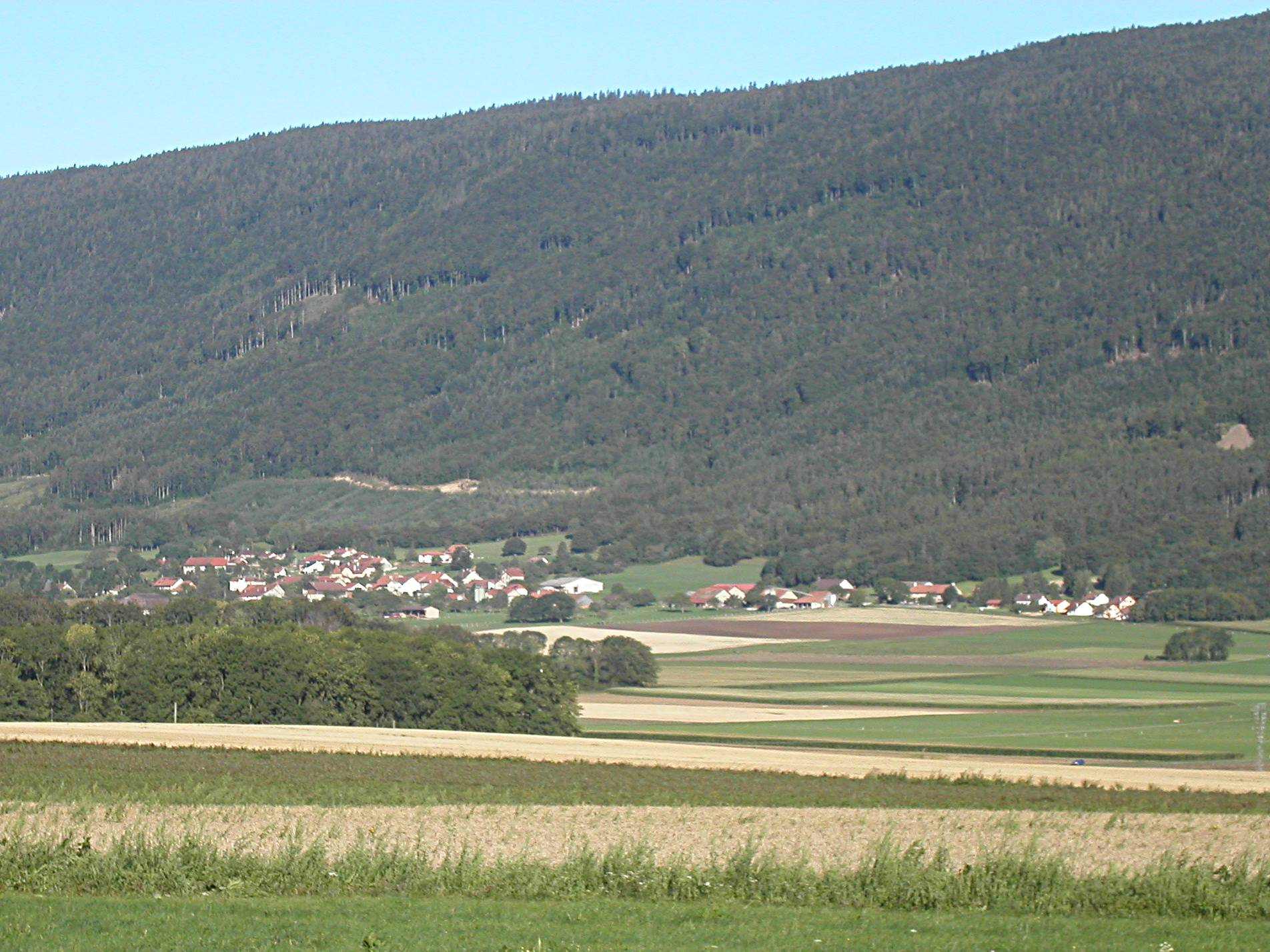
Vista de Berolle.